# Hambrunn
Hambrunn ist ein Gemeindeteil des Marktes Schneeberg im unterfränkischen Landkreis Miltenberg in Bayern.

## Geographie
Das Kirchdorf Hambrunn liegt auf Höhen um 448 m ü. NHN über zwei Kilometer südöstlich des Hauptorts der Gemeinde auf einem Bergrücken des Odenwalds zwischen den Tälern der Morre im Westen, des Marsbachs oder auch Morsbachs im Norden und Nordosten sowie des Tals von dessen linkem Zufluss Eiderbach im Südosten. Die in Luftlinie nächsten anderen Orte sind Rippberg wenig über zwei Kilometer im Osten an der Mündung des Eidersbachs, Hornbach fast doppelt so weit im Südsüdosten auf dem Rücken sowie Zittenfelden etwa zweieinhalb Kilometer im Südwesten im Tal der Morre. Erschlossen wird das in einer Rodungsbucht über den bewaldeten Talhängen und einem Höhenwald im Süden liegende Straßendorf von der Kreisstraße MIL 6, die in Serpentinen von Schneeberg her aufsteigt und dann auf der Höhe zur Landesgrenze von Baden-Württemberg in Richtung Hornbach weiterläuft. In der umgebenden offenen Flur dominiert das Grünland.